# Cartas de amor a Stalin
Cartas de amor a Stalin es una obra de teatro de Juan Mayorga, estrenada en 1999.

## Argumento
La obra se centra en la figura del escritor ruso Mijaíl Bulgákov. El autor, que ve censurada su obra por las autoridades soviéticas, se dirige por carta al líder del país, Iósif Stalin, pidiéndole libertad creativa o bien la posibilidad de marchar al exilio para continuar su carrera en otro lugar. Sus sucesivas misivas reciben finalmente una respuesta. El propio Stalin telefonea a Bulgákov, si bien la línea se corta antes de que finalice la conversación. Bulgákov persiste en sus intentos, enviando al dirigente más y más cartas, iniciando una espiral de inquietud y desesperación que le aboca a perder el contacto con la realidad pese a los esfuerzos de su esposa.

## Representaciones destacadas
- Teatro María Guerrero, Madrid, 1999. Estreno[2]
  - Dirección: Guillermo Heras.
  - Escenografía y vestuario: Rafael Garrigós.
  - Iluminación: Juan Gómez Cornejo.
  - Intérpretes: Helio Pedregal, Magüi Mira, Eusebio Lázaro.
- Sala Beckett, Barcelona, 2000.
  - Dirección: José Sanchis Sinisterra.
  - Intérpretes: Manuel Lillo, Miquel Górriz y Mercè Aranèga
- Centro Floreal Gorini, Buenos Aires, 2007.[3]
  - Dirección: Enrique Dacal.
  - Intérpretes: Julio Ordano (Stalin), Enrique Papatino (Bulgákov) y Jessica Schultz (Bulgákova)
- Teatro Pradillo, Madrid, 2009.[4]
  - Dirección: Helena Pimenta.
  - Escenografía: José Tomé y Maite Onetti.
  - Vestuario: José Tomé.
  - Iluminación: Pepe Martini.
  - Sonido: Íñigo Lacasa
  - Intérpretes: Ramón Barea (Stalin), José Tomé (Bulgakov), Celia Pérez (Bulgakova)
- Compañía Nacional de Teatro, Ciudad de México, 2012.[5]
  - Dirección: Guillermo Heras.
  - Intérpretes: Luis Rábago, Juan Carlos Remolina y Gabriela Núñez.
- Teatro Abanico, Miami, 2012.[6]
  - Dirección: Alberto Sarraín.
  - Intérpretes:  Mauricio Rentería (Bulgakov), Mabel Roch (Yelena Bulgakova), Larry Villanueva (Stalin)